# Тадео Барберини
Тадео Барберини (на италиански: Taddeo Barberini, * 16 ноември 1603, Флоренция, † 24 ноември 1647, Ил дьо Франс, Париж) от флорентински род Барберини, е княз на Палестрина и командир в папската войска.

## Биография
Той е третият син на Карло Барберини (1562 – 1630), херцог на Монтеротондо и на Костанца Магалоти (1575 – 1644), сестра на писателя Лоренцо Магалоти. Брат е на кардиналите Франческо Барберини и Антонио Барберини. Племенник е на папа Урбан VIII. Учи в Collegio Romano в Рим. През 1623 г. чичо му Матео Барберини е избран за папа като Урбан VIII. Тадео става командир на папската войска (Gonfaloniere della Chiesa).
Тадео се жени на 24 октомври 1627 г. в Кастел Гандолфо за Анна Колона ди Таглиакоцо (1601 – 1658), дъщеря на Филипо Колона, княз на Палиано от род Колона.
След смъртта на чичо му Урбан VIII през 1644 г. за нов папа е избран Инокентий X. Тадео и братята му бягат в Париж. През 1646 г. служат на кардинал Мазарини.
Тадео умира в Париж на 24 ноември 1647 г.

## Деца
Тадео и Анна Колона имат пет деца:
- Лукреция Барберини (1628 – 1699), омъжена за Франческо I д’Есте херцог на Модена
- Камила Барберини (1629 – 1631)
- Карло Барберини (1630 – 1704), кардинал
- Мафео Барберини(1631 – 1685), княз на Палестрина
- Николо Мария Барберини (1635 – 1699)